# Persone di nome Louis/Calciatori
| Questa pagina contiene informazioni ricavate automaticamente dalle voci biografiche con l'ausilio del template Bio e di un bot. L'aggiornamento è periodico e automatico e ricostruisce completamente la pagina. Se manca una persona in questa lista, sei pregato di non aggiungerla, ma accertati piuttosto che la sua voce biografica contenga il template Bio e che i dati anagrafici siano correttamente compilati. Se il template Bio manca, inseriscilo tu stesso o, in alternativa, metti l'avviso {{tmp\|Bio}} che ne segnala la mancanza. Se i dati riportati sono sbagliati, correggi direttamente la voce biografica; le modifiche saranno visibili in questa lista entro pochi giorni. Per chiarimenti vedi il progetto antroponimi. La lista contiene solo le 64 persone che sono citate nell'enciclopedia e per le quali è stato implementato correttamente il template Bio. Pagina aggiornata al 22 lug 2025. |

Questa è una lista di persone presenti nell'enciclopedia che hanno il nome Louis e sono calciatori.

## A(5)
- Louis Agyemang, ex calciatore ghanese (Accra, n. 1983)
- Louis Ameka, calciatore gabonese (Libreville, n. 1996)
- Louis Aniweta, ex calciatore ruandese (Onitsha, n. 1984)
- Louis Armitage, calciatore inglese (Kingston upon Hull, n. 1921 - † 2000)
- Louis Arpa, ex calciatore maltese (n. 1949)

## B(8)
- Louis Bach, calciatore francese (Parigi, n. 1883 - Servon-Melzicourt, † 1914)
- Louis Beyer, calciatore tedesco (Kempen, n. 2000)
- Louis Biesbrouck, calciatore olandese (Haarlem, n. 1921 - Heemstede, † 2005)
- Louis Bloquel, calciatore francese (Boulogne-sur-Mer, n. 1901 - Campagne-lès-Hesdin, † 1979)
- Rodrigue Bongongui, calciatore camerunese (Yaoundé, n. 1993)
- Louis Bostyn, calciatore belga (n. 1993)
- Louis Bournonville, calciatore francese (Anzin-Saint-Aubin, n. 1891 - Goussainville, † 1962)
- Louis Brain, ex calciatore australiano (Birmingham, n. 1982)

## C(6)
- Louis Cardiet, calciatore francese (Quimperlé, n. 1943 - Lorient, † 2020)
- Louis Carey, ex calciatore scozzese (Bristol, n. 1977)
- Louis Carré, calciatore belga (Liegi, n. 1925 - Liegi, † 2002)
- Louis Casali, calciatore svizzero (n. 1927 - † 2022)
- Louis Cazal, calciatore francese (Sete, n. 1906 - † 1945)
- Louis Crayton, ex calciatore liberiano (Monrovia, n. 1977)

## D(3)
- Louis Darques, calciatore francese (Saint-Ouen, n. 1896 - Bobigny, † 1984)
- Louis Desgranges, calciatore francese (Saint-Étienne, n. 1935 - Échirolles, † 2016)
- Louis Démoléon, calciatore francese (Parigi, n. 1997)

## E(1)
- Louis Ewonde, ex calciatore camerunese (Garoua, n. 1988)

## F(3)
- Louis Fenton, calciatore neozelandese (Wellington, n. 1993)
- Louis Finot, calciatore francese (Saint-Maur-des-Fossés, n. 1909 - † 1996)
- Louis Floch, ex calciatore francese (Saint-Pol-de-Léon, n. 1948)

## G(3)
- Louis Gabrillargues, calciatore francese (Montpellier, n. 1914 - Saint-Bauzille-de-Putois, † 1994)
- Louis Gobet, calciatore svizzero (n. 1908 - † 1995)
- Louis Gomis, ex calciatore francese (Marsiglia, n. 1971)

## H(1)
- Terry Huddle, calciatore inglese (Fulham, n. 1911 - West Surrey, † 2004)

## L(3)
- Louis Laing, ex calciatore inglese (Newcastle upon Tyne, n. 1993)
- Louis Landi, calciatore francese (Algeri, n. 1941 - Nîmes, † 1977)
- Louis Leroux, calciatore francese (Le Longeron, n. 2006)

## M(7)
- Louis Mafouta, calciatore centrafricano (Beaumont-sur-Oise, n. 1994)
- Louis Menges, calciatore statunitense (East St. Louis, n. 1888 - Harlingen, † 1969)
- Louis Mesnier, calciatore francese (n. 1884 - † 1921)
- Louis Mistral, calciatore francese (Parigi, n. 1900 - Souesmes, † 1973)
- Louis Moult, calciatore inglese (Stoke-on-Trent, n. 1992)
- Louis Mouton, calciatore francese (Saint-Étienne, n. 2002)
- Louis Munteanu, calciatore rumeno (Vaslui, n. 2002)

## N(2)
- Louis Nganioni, calciatore francese (Melun, n. 1995)
- Louis Ngwat-Mahop, ex calciatore camerunese (Yaoundé, n. 1987)

## O(2)
- Louis Olagnier, calciatore francese (Saint-Étienne, n. 1889 - Parigi, † 1964)
- Lou Otten, calciatore olandese (Rijswijk, n. 1883 - L'Aia, † 1946)

## P(7)
- Louis Pace, ex calciatore maltese (n. 1948)
- Louis Page, calciatore e allenatore di calcio inglese (Liverpool, n. 1899 - Birkenhead, † 1959)
- Louis Patris, calciatore belga (Gembloux, n. 2001)
- Angelo Peña, calciatore venezuelano (Mérida, n. 1989)
- Louis Poggi, ex calciatore francese (Bastia, n. 1984)
- Louis Polonia, calciatore francese (Espalion, n. 1935 - Boujan-sur-Libron, † 2005)
- Louis Provelli, calciatore francese (Crusnes, n. 1939 - Valenciennes, † 2014)

## R(2)
- Louis Rauch, calciatore, allenatore di calcio e dirigente sportivo svizzero (Friburgo, n. 1880 - Ozzano dell'Emilia, † 1952)
- Louis Richard, calciatore svizzero (Ginevra, n. 1896)

## S(4)
- Louis Saha, ex calciatore francese (Parigi, n. 1978)
- Louis Samson, calciatore tedesco (Berlino, n. 1995)
- Louis Schaub, calciatore tedesco (Fulda, n. 1994)
- Louis Schubart, calciatore francese (Lilla, n. 1885 - Beaugency, † 1954)

## T(3)
- Louis Tessier, calciatore francese (Parigi, n. 1889 - Compiègne, † 1969)
- Louis Theobald, calciatore maltese (Paola, n. 1938 - La Valletta, † 2025)
- Louis Yamaguchi, calciatore giapponese (La Garenne-Colombes, n. 1998)

## V(3)
- Louis Van Hege, calciatore belga (Uccle, n. 1889 - Uccle, † 1975)
- Louis Verstraete, calciatore belga (n. 1999)
- Louis Versyp, calciatore e allenatore di calcio belga (Sint-Andries, n. 1908 - Bruges, † 1988)

## W(1)
- Louis Würsten, calciatore svizzero (n. 1889 - La Chaux-de-Fonds, † 1958)